# شيلبي تاكر
شيلبي تاكر (بالإنجليزية: Shelby Tucker)‏ هو كاتب ومحامي أمريكي، ولد في 1 مارس 1935.